# 함현기
함현기(咸鉉起, 1963년 4월 26일 ~ )은 대한민국의 전 축구 선수 및 현 지도자로 현역 시절 포지션은 공격수였으며 현재 묵호고등학교 축구부의 감독을 맡고 있다.

## 클럽 경력
1986년, 현대 호랑이에서 프로 선수 경력을 시작하였다. 1986년 3월 20일 포항제철 아톰즈와의 경기에서 K리그 데뷔골을 기록했다. 1986시즌이 종료된 이후 K리그 신인선수상을 수상하였다.
1991년 7월 임재선과 트레이드되어 LG 치타스로 이적하였다.

## 국가대표팀 경력
1983년 3월 열린 일본 축구 국가대표팀과의 한일정기전 경기에서 대한민국 축구 국가대표팀 첫 경기를 치렀다.

## 수상 내역

### 클럽
- 현대 호랑이 : 프로축구선수권대회 (1986)

### 개인 수상
- K리그 신인상: 1986
- K리그 베스트 11: 1986, 1988